# جيلينو
جيلينو (Желино) هي مدينة في مقاطعة تيتوفو في جمهورية مقدونيا.
يبلغ عدد سكانها حوالي 26263 نسمة.